# Päronsvepemossa
Päronsvepemossa (Gymnocolea inflata) är en bladmossart som först beskrevs av William Hudson, och fick sitt nu gällande namn av Barthélemy Charles Joseph Dumortier. Enligt Catalogue of Life ingår Päronsvepemossa i släktet Gymnocolea och familjen Anastrophyllaceae, men enligt Dyntaxa är tillhörigheten istället släktet Gymnocolea och familjen Lophoziaceae. Arten är reproducerande i Sverige. Inga underarter finns listade i Catalogue of Life.

## Bildgalleri

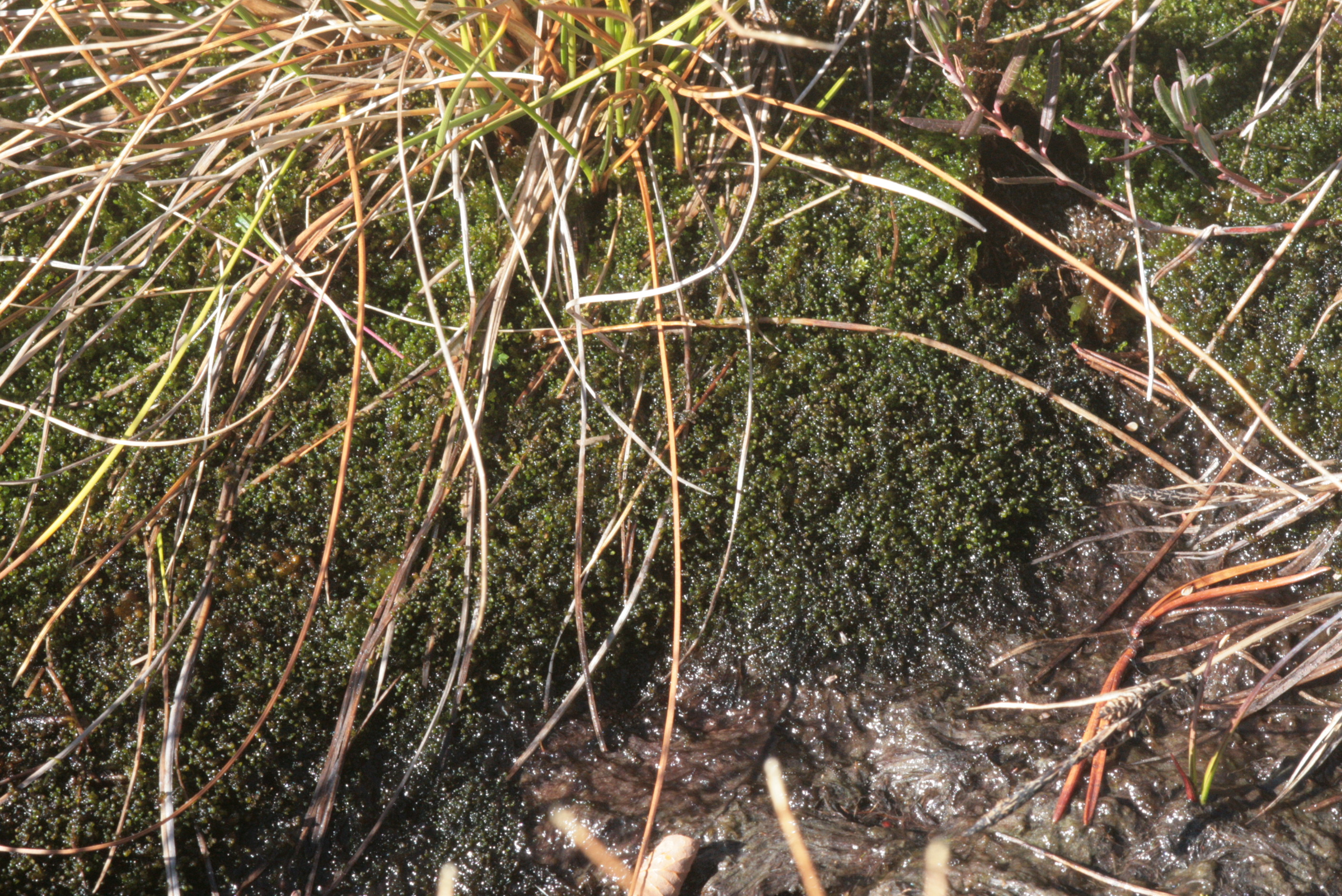
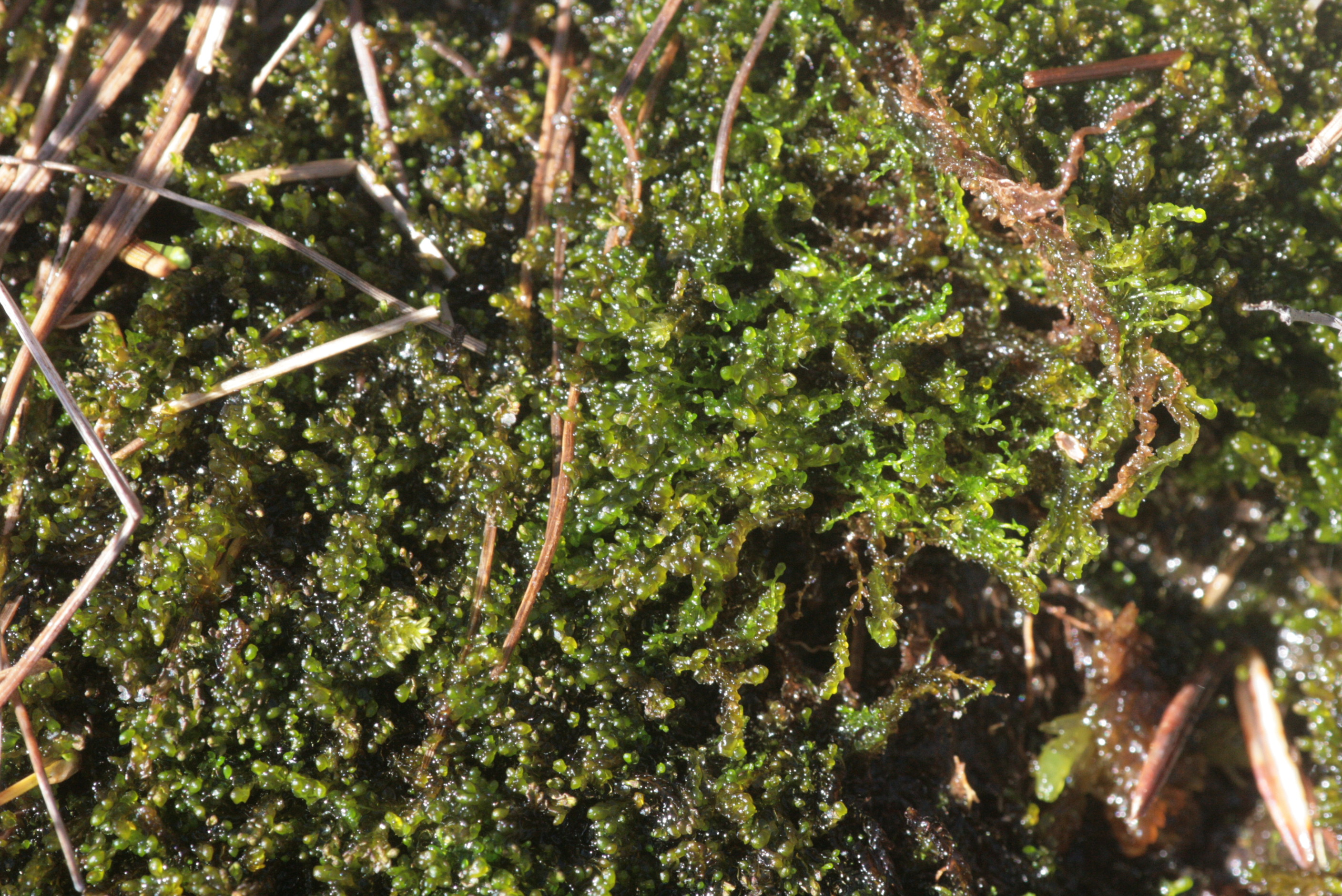
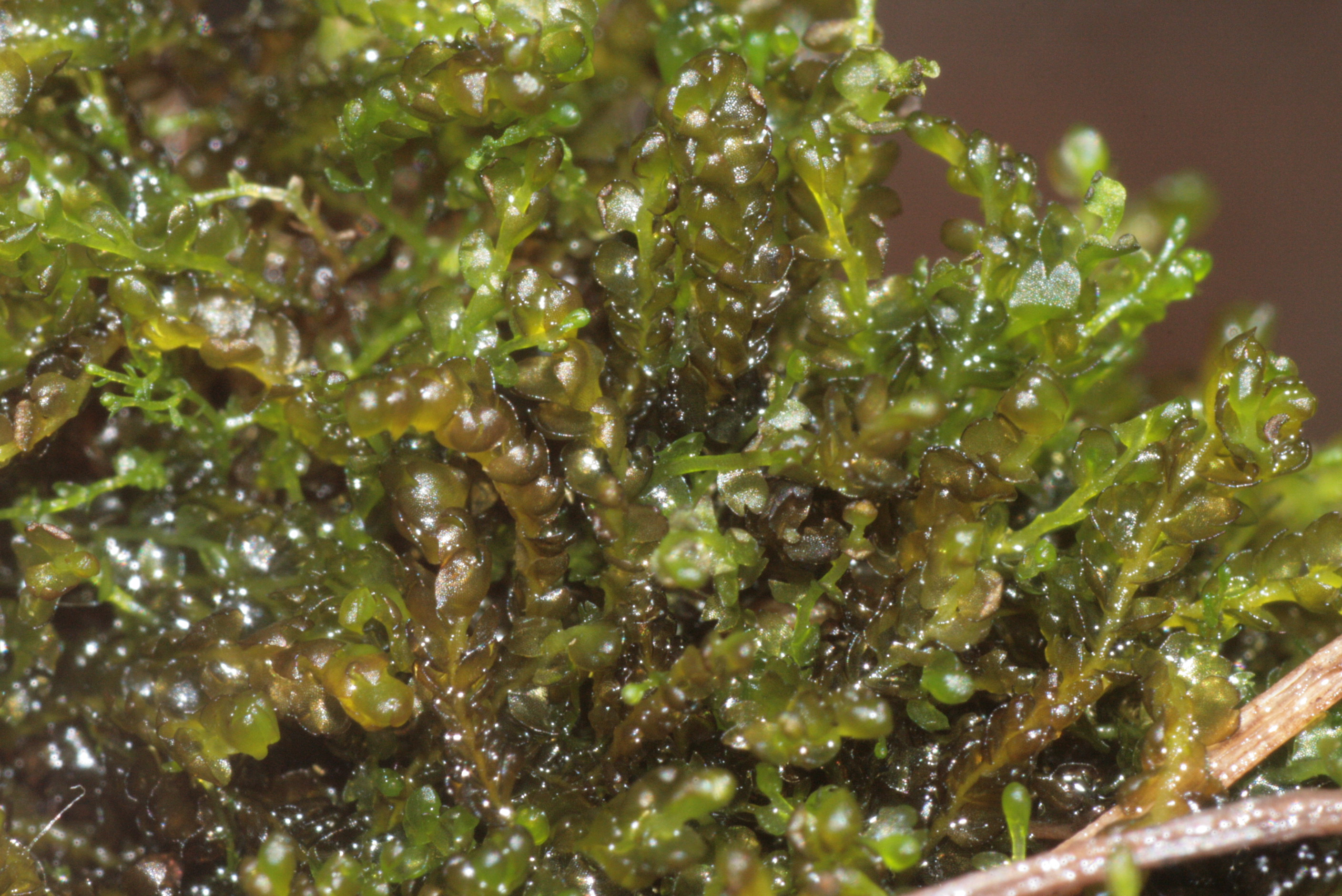
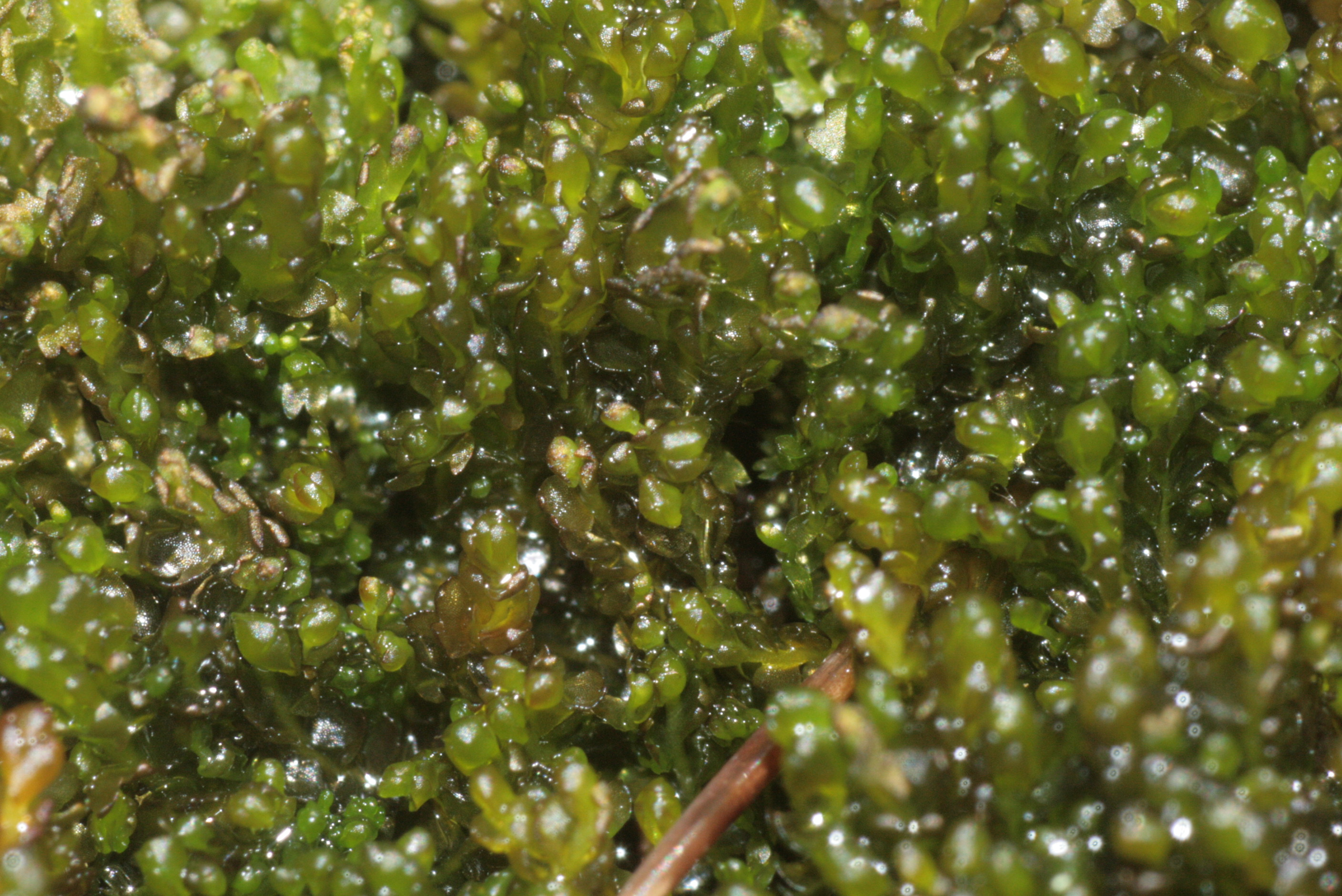
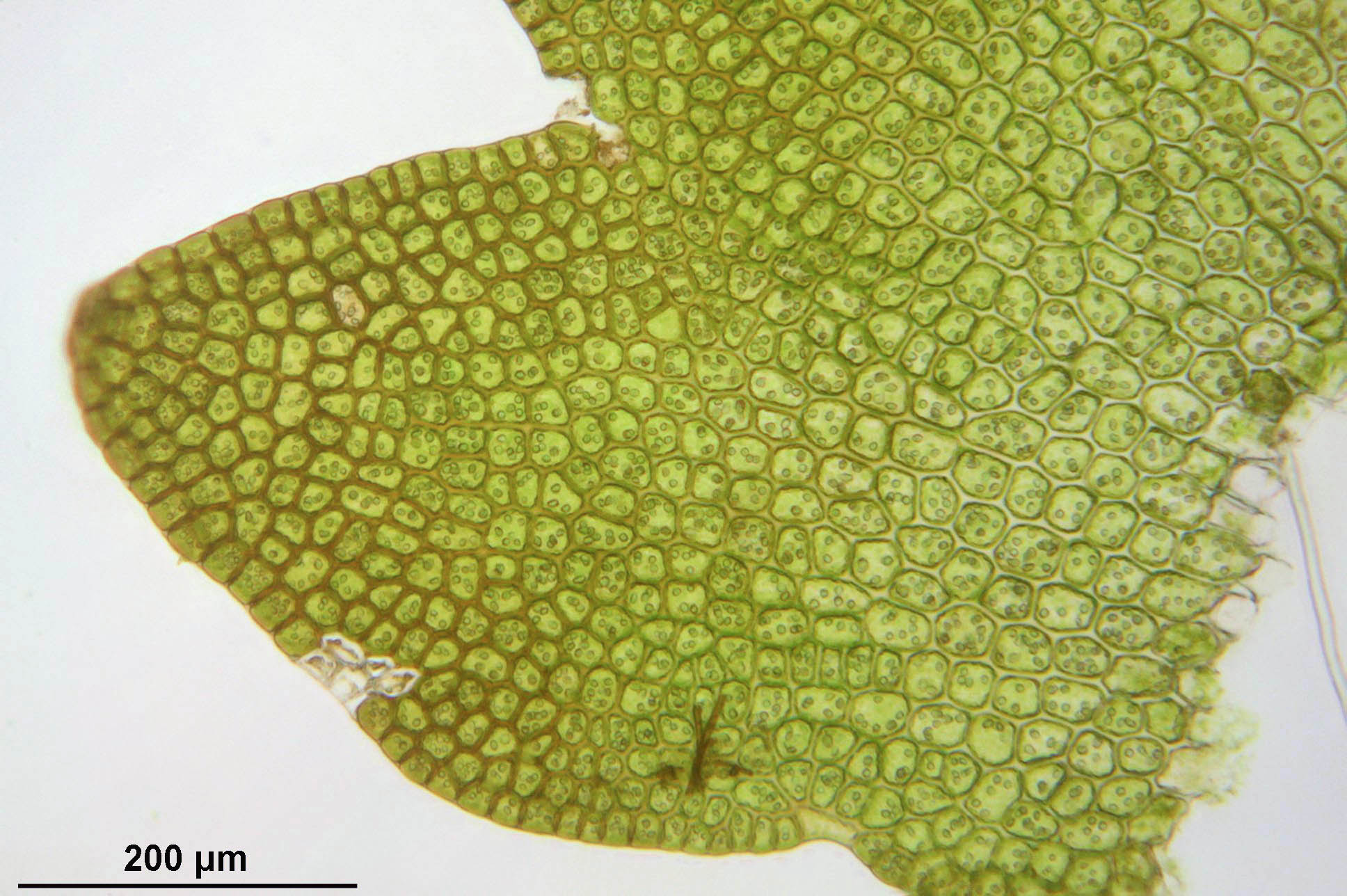
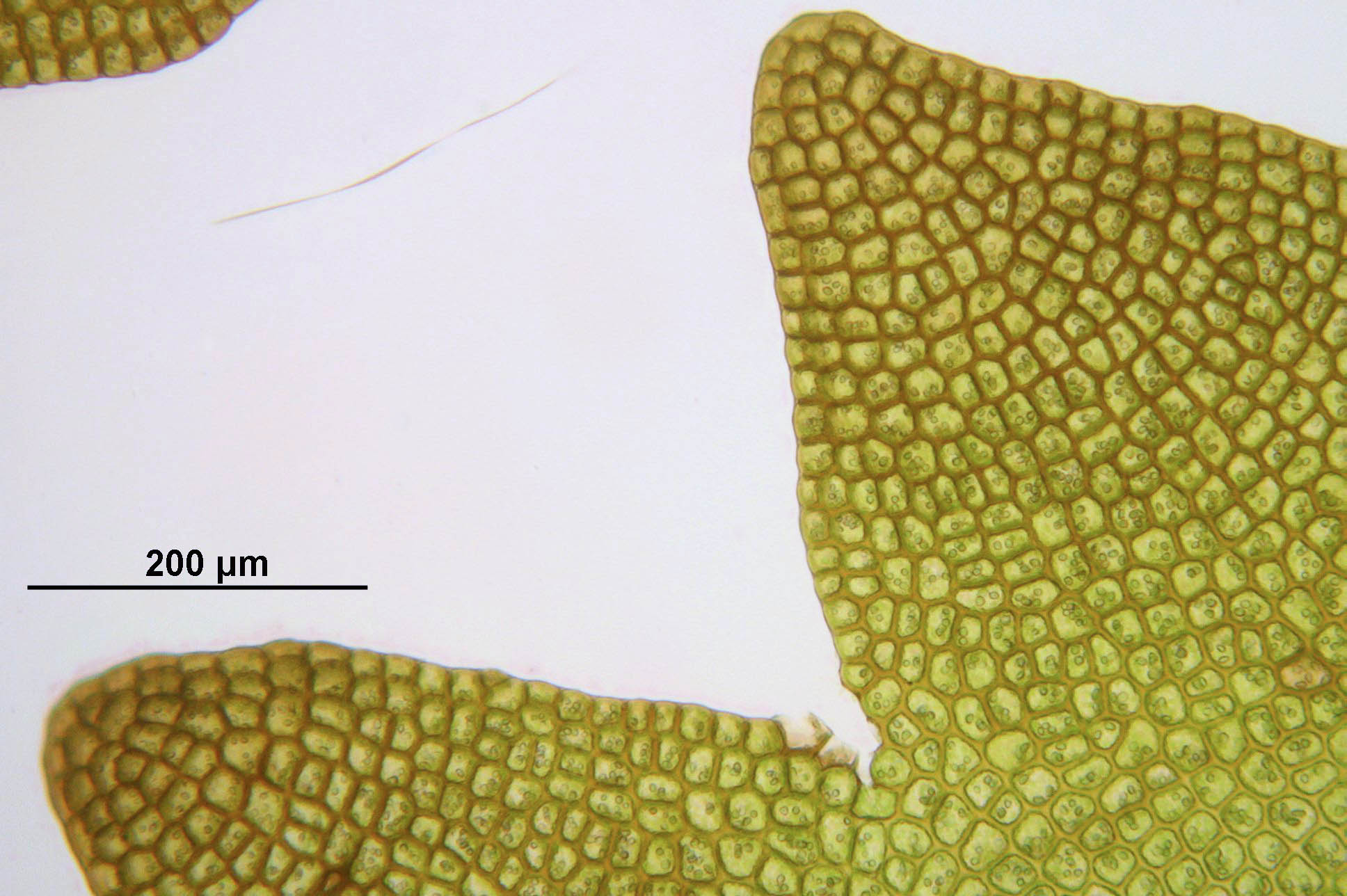